# Nick Oosterhuis

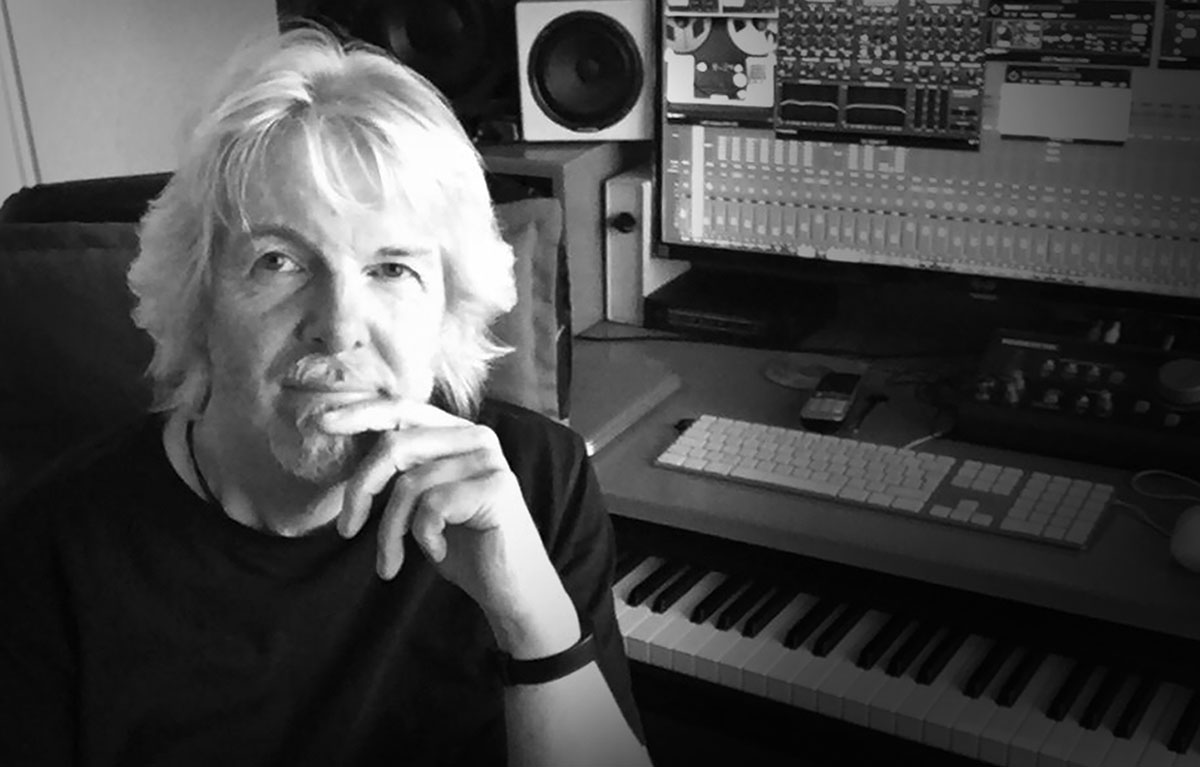
Nick Oosterhuis im Eject Studio, Handeloh, Deutschland

Nick Oosterhuis (* 4. April 1952 als Nicolaas Oosterhuis in Amsterdam; † 10. Dezember 2021 in Handeloh) war ein niederländischer Multiinstrumentalist (Gitarre, Keyboards, Flöte), Komponist, Musikproduzent und Sänger. Er lebte ab Anfang der 1990er Jahre in Deutschland und betrieb in der Nähe von Hamburg den Musikverlag Eject Music mit angeschlossenem Tonstudio. Er war an zahlreichen internationalen Bühnen- und Studio-Produktionen beteiligt, unter anderem für Bobby Kimball (Toto), Wanda Jackson, Tony Christie, Vicky Leandros, Andrew Strong (The Commitments) und Matthias Reim.

## Werdegang
Im Alter von sieben Jahren lernte Nick Oosterhuis Gitarre, danach brachte er sich auch das Klavierspielen bei und spielte bereits mit dreizehn Jahren in seiner ersten Band. Während der Auftritte in den Niederlanden prägte hauptsächlich Blues das Repertoire. Im Alter von neunzehn Jahren beherrschte Oosterhuis auch Hammond-Orgel, Synthesizer und Flöte. Er gründet die Jazzgruppe Banshee, mit der er Musik im Stil von Progressive-Rock-Bands wie Emerson, Lake & Palmer und Soft Machine aufführte.
Ende der 1960er Jahre trat Oosterhuis der Band Galaxis bei, mit der er durch Europa tourte und im berühmten Cavern Club in Liverpool auf der Bühne stand. In Liverpool nahm Oosterhuis zwischen den Auftritten auch Musik mit Albie Donnellys Supercharge.
In den 1970er Jahren absolvierte er mehrere Aufnahmen und TV-Auftritte mit der niederländischen Rockband Lemming und dem Sänger Geo. In den frühen 1980er Jahren nahm er an verschiedenen Albumaufnahmen in Deutschland teil, unter anderem mit Spacebus, Mónica Chen (Herman Brood) und Michael Eschauzier (Shocking Blue). Oosterhuis arbeitete auch mit dem Gitarristen Hugo de Bruin (Diesel, Time Bandits), dem Bassisten Guus Willemse (Solution) und Kim Weemhof (Candy Dulfer) zusammen. Im Jahr 2015 wurden einige der damals entstandenen Songs in einer remasterten Version erneut veröffentlicht.
1982 veröffentlichte Oosterhuis unter dem Pseudonym Chris Garner sein erstes Soloalbum We Gotta Stop Meeting Like This, das 2011 unter seinem eigenen Namen und dem Titel The Mysterious Disappearance Of Mr. Garner neu veröffentlicht wurde. Am Album beteiligt waren renommierte Musiker wie Peter Weihe und Werner Becker sowie das Hamburg Philharmonic Orchester.
Zwischen 1989 und 1991 spielte er in der Heavy Rock Lone Age und veröffentlichte das Album Mama, Just Look At Me Now.
1992 gründete Nick Oosterhuis die Eject Music Publishing Company mit angeschlossenem Tonstudio und Label. Dort produzierte er 2003, 2004 und 2007 drei Instrumental-Alben für EMI.
2006 bildete er mit Kingsize Taylor The Brotherhood Of Rock & Soul, 2009 und 2010 produziert er zwei Alben für den deutschen Singer/Songwriter Jasper. Der Niederländer schrieb neben englischen Liedern (u. a. für Tony Christie) auch in deutscher Sprache für verschiedene Künstler, darunter Truck Stop, Markus und Matthias Reim.

## Rangliste
In der Rangliste der Greatest Keyboard Players of All-Time wurde Nick Oosterhuis auf Rang 16 geführt (November 2020), bei den Greatest Rock Keyboardists auf Platz 22.

## Privatleben
Nick Oosterhuis war der Sohn des Schriftstellers Ton Oosterhuis.

## Alben
| Album                                           | Jahr | Anmerkungen                                       |
| ----------------------------------------------- | ---- | ------------------------------------------------- |
| We Gotta Stop Meeting Like This                 | 1982 | als Chris Garner                                  |
| Kickstarting                                    | 1991 | mit Keith Ellis                                   |
| Mama, Just Look At Me Now!                      | 1991 | als Mitglied von Lone Age                         |
| Barfüßige Bilder                                | 1995 | mit Ferdinand Blume-Werry                         |
| Landscape Impressions                           | 2002 |                                                   |
| Spheres Of The Universe                         | 2003 |                                                   |
| The Netherlands                                 | 2008 |                                                   |
| Kingsize Taylor With Brotherhood Of Rock N Soul | 2008 | als Mitglied von Brotherhood Of Rock N Soul       |
| The Mysterious Disappearance Of Mr. Garner      | 2011 |                                                   |
| From The Dutchbin                               | 2011 |                                                   |
| The Shoobie Doo Philosophy                      | 2011 |                                                   |
| Solo Piano Improvisations                       | 2013 |                                                   |
| Sessions 1983                                   | 2015 | mit Guus Willemse, Kim Weemhoff und Hugo De Bruin |
| The Procrastination Tracks                      | 2016 |                                                   |
| Beneath The Water                               | 2017 | Dunrott feat. Ian Cussick                         |
| Anthology 1982–1992                             | 2019 |                                                   |

## Singles
| Single       | Jahr | Anmerkungen      |
| ------------ | ---- | ---------------- |
| Lady, We Can | 1985 | als Chris Garner |